# Kraftwerk Dětmarovice
Das Kraftwerk Dětmarovice (tschechisch Elektrárna Dětmarovice) ist ein Kohlekraftwerk in der Region Moravskoslezský kraj, Tschechien, das bei Dětmarovice gelegen ist. Das Kraftwerk hat eine installierte Leistung von 800 MW; es ging 1975 mit den ersten beiden Blöcken in Betrieb. Es ist im Besitz von ČEZ und wird auch von ČEZ betrieben.

## Kraftwerksblöcke
Das Kraftwerk besteht aus vier Blöcken, die 1975 und 1976 in Betrieb gingen. Die folgende Tabelle gibt einen Überblick:
| Block | Max. Leistung (MW) | Betriebsbeginn | Turbine | Generator | Dampfkessel |
| ----- | ------------------ | -------------- | ------- | --------- | ----------- |
| 1     | 200                | 1975           | Škoda   | Škoda     | VZKG        |
| 2     | 200                | 1975           | Škoda   | Škoda     | VZKG        |
| 3     | 200                | 1976           | Škoda   | Škoda     | VZKG        |
| 4     | 200                | 1976           | Škoda   | Škoda     | VZKG        |